# Cidariophanes edaxaria
Cidariophanes edaxaria là một loài bướm đêm trong họ Geometridae.